# Расейняйський район
Расейняйський район (лит. Raseinių rajono savivaldybė) — муніципалітет районного рівня на заході Литви, що знаходиться у Каунаському повіті. Адміністративний центр — місто Расейняй.

## Географія
Район розташований на сході Жематійського плато, на півдні район опускається у долині річки Німан. Найвища точка — 167 м над рівнем моря. Середня температура січня становить -4,8 °C, липня — +17,0 °С. Середньорічна кількість опадів — 660—668 мм. Лісом покрито 21,3 % території. Переважають соснові ліси.
Річки: Мітува.

## Адміністративний поділ та населені пункти
Район включає 12 староств:
- Аріогальське (лит. Ariogalos seniūnija; адм. центр: Аріогала)

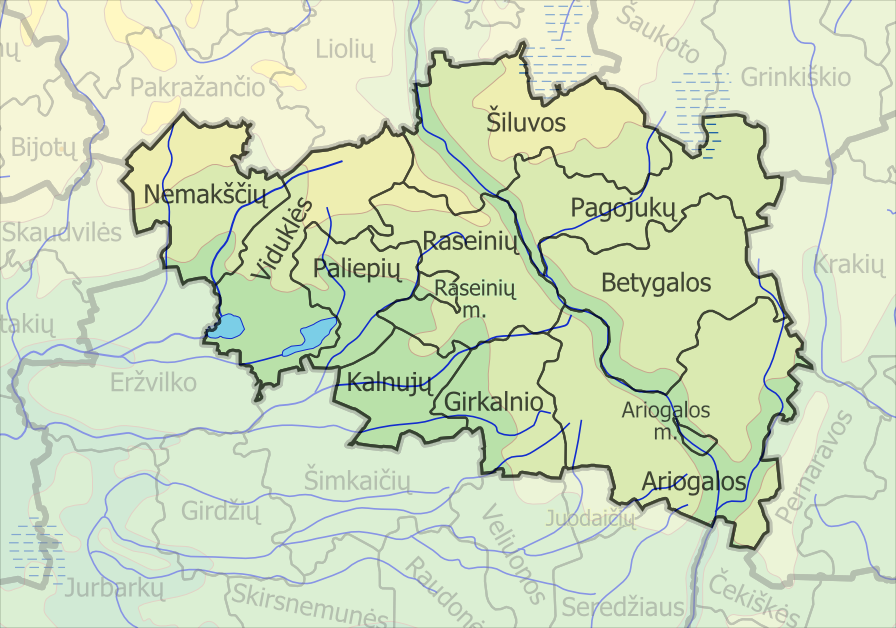
Староства Расейняйського району

- Аріогальське міське (лит. Ariogalos miesto seniūnija; адм. центр: Аріогала)
- Бетігальське (лит. Betygalos seniūnija; адм. центр: Бетігала)
- Відуклеське (лит. Viduklės seniūnija; адм. центр: Відукле)
- Гіркалніське (лит. Girkalnio seniūnija; адм. центр: Гіркалніс)
- Калнуяйське (лит. Kalnujų seniūnija; адм. центр: Калнуяй)
- Немакщяйське (лит. Nemakščių seniūnija; адм. центр: Немакщяй)
- Пагоюкайське (лит. Pagojukų seniūnija; адм. центр: Каулакяй)
- Палепяйське (лит. Paliepių seniūnija; адм. центр: Суяйняй)
- Расейняйське (лит. Raseinių seniūnija; адм. центр: Расейняй)
- Расейняйське міське (лит. Raseinių miesto seniūnija; адм. центр: Расейняй)
- Шилувське (лит. Šiluvos seniūnija; адм. центр: Шилува)

Район містить 2 міста — Расейняй та Аріогала; 7 містечок — Бетігала, Гіркальніс, Лідувенай, Немакщяй, Шилува, Відукле та Жайдініс; 590 сіл.
Чисельність населення найбільших поселень (2001):
- Расейняй — 12 541 осіб
- Аріогала — 3 697 осіб
- Відукле — 1 911 осіб
- Гіркальніс — 997 осіб
- Немакщяй — 905 осіб
- Шилува — 800 осіб
- Ногделай — 744 осіб
- Бетігала — 559 осіб
- Палепяй — 518 осіб
- Гіляй — 509 осіб

## Населення
Згідно з переписом 2011 року у районі мешкало 37 494 осіб.
Етнічний склад:
- Литовці — 98,64 % (36 984 осіб);
- Росіяни — 0,49 % (183 осіб);
- Поляки — 0,08 % (31 осіб);
- Білоруси — 0,07 % (27 осіб);
- Інші — 0,72 % (269 осіб).

## Економіка
Основою економіки району є сільське та лісове господарство. Є також підприємства харчової та текстильної промисловості.